# Murchisoniina
Murchisoniina (лат.) — отряд вымерших морских моллюсков из класса брюхоногих, некоторые систематики включают в подкласс Orthogastropoda. Были широко распространены в течение долгого времени (485,4—0,01 млн лет назад).

## Описание
Представители отряда отличаются характерным «свободным» развитием завитков раковины.
Фоссилии находят в слоях, начиная с ордовикского периода. 
Название отряда образовано от названия рода Murchisonia d'Archiac & de Verneuil, 1841, которое в свою очередь образовано от фамилии британского геолога Родерика Мэрчисона.
Murchisonia — один из самых известных родов отряда, встречается в том числе и в известковых карьерах Московской области. Этот род существовал на Земле дольше какого-либо другого рода улиток.

## Классификация
В отряд входят следующие вымершие семейства:
- Eotomariidae Wenz, 1938
- Gosseletinidaе Wenz, 1938
- Lophospiridae Wenz, 1938
- Loxonematidaе Koken, 1889
- Murchisoniidaе Koken, 1896
- Ptychocaulidae Mazaev, 2012
- Farewelliidae Mazaev, 2012
- Orthonematidae Niitzel & Bandcl, 2000

### Альтернативная классификация

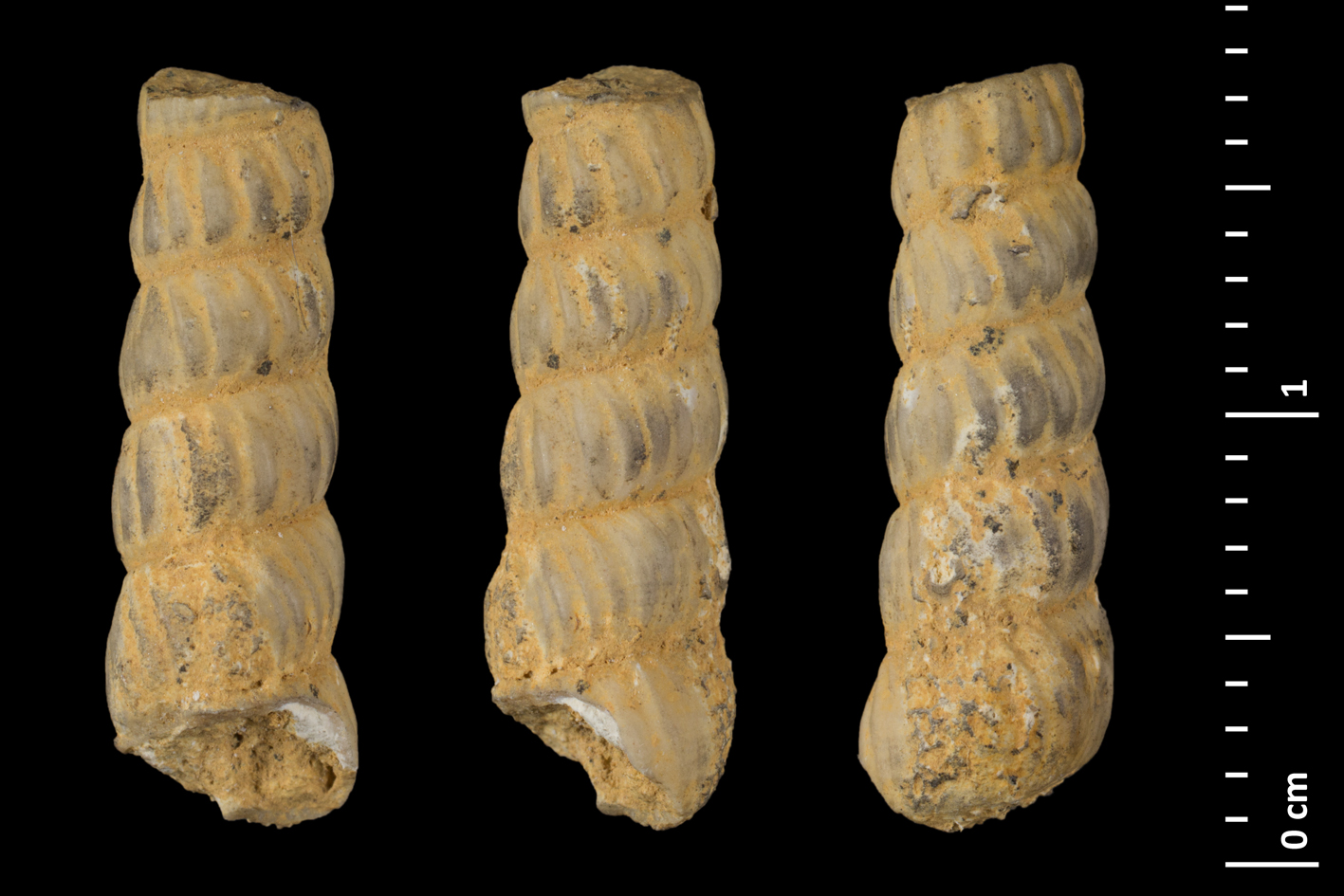
Zygopleura corvaliana

По данным сайта Paleobiology Database, на сентябрь 2019 года отряд подразделяется на следующие вымершие надсемейства и семейства:
- Надсемейство Eotomarioidea Wenz, 1938 [syn. Porcellioidea von Zittel, 1895]
  - Cемейство Eotomariidae Wenz, 1938
  - Cемейство Gosseletinidae Wenz, 1938
  - Cемейство Luciellidae Knight, 1956
  - Cемейство Phanerotrematidae Knight, 1956
  - Cемейство Porcelliidae von Zittel, 1895
  - Cемейство Pseudoschizogoniidae Bandel, 2009
  - Cемейство Wortheniellidae Bandel, 2009
- Надсемейство Loxonematoidea Koken, 1889 [syn. Loxonematacea Koken, 1889, orth. var.; Stylogastropoda Frýda & Bandel, 1997]
  - Роды incertae sedis
  - Cемейство Abyssochrysidae Tomlin, 1927
  - Cемейство Crassimarginatidae Frýda et al., 2002
  - Cемейство Loxonematidae Koken, 1889 [syn. Holopellidae Koken, 1896]
  - Cемейство Palaeozygopleuridae Horný, 1955
  - Cемейство Scoliostomatidae Frýda et al., 2002
  - Cемейство Soleniscidae Knight, 1931
  - Cемейство Spirostylidae Cossmann, 1909
  - Cемейство Zygopleuridae Wenz, 1938
- Надсемейство Murchisonioidea Koken, 1896 [syn. Murchisoniacea Koken, 1896, orth. var.]
  - Роды incertae sedis
  - Cемейство Cheeneetnukiidae Blodgett & Cook, 2002
  - Cемейство Hormotomidae Wenz, 1938
  - Cемейство Murchisoniidae Koken, 1896
  - Cемейство Pithodeidae Wenz, 1938
  - Cемейство Plethospiridae Wenz, 1938
- Надсемейство Straparollinoidea Wagner, 1999
  - Cемейство Straparollinidae Wagner, 1999
- Надсемейство Subulitoidea Lindström, 1884 [syn. Subulitacea Lindström, 1884, orth. var.]
  - Cемейство Ischnoptygmatidae Erwin, 1988 [syn. Ischnoptygmidae Erwin, 1988, orth. var.]
  - Cемейство Subulitidae Lindström, 1884 [syn. Bulimorphidae Miller, 1889, Fusispiridae Miller, 1889, Macrocheilidae White, 1877]